# Groot-Brittannië op de Olympische Winterspelen 2010

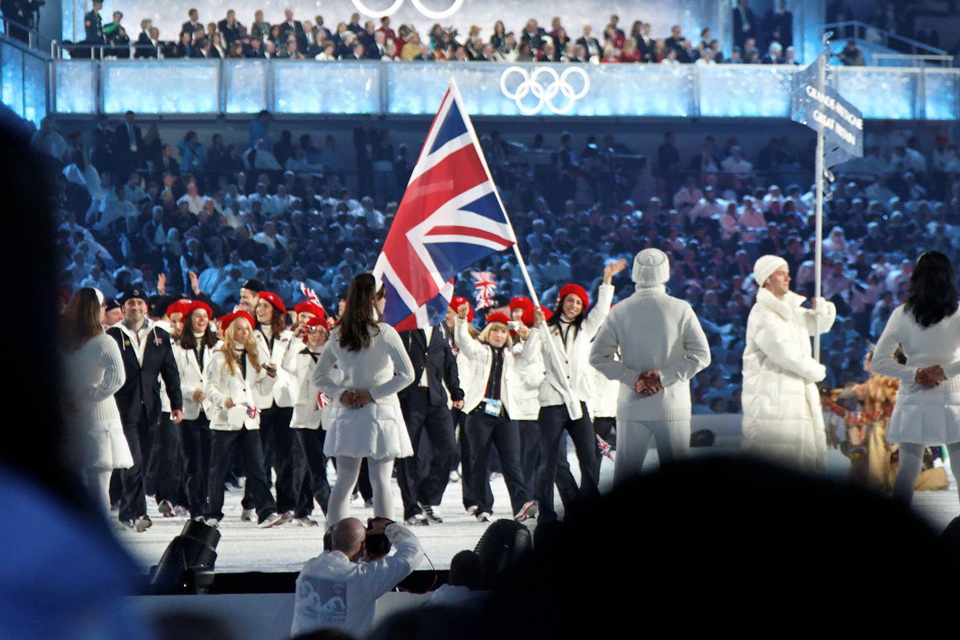
Het Britse team bij de opening

Tijdens de Olympische Winterspelen van 2010, die in Vancouver (Canada) werden gehouden, nam Groot-Brittannië voor de eenentwintigste keer deel aan de Winterspelen.

## Medailleoverzicht
| Sport    | Olympiër     | Discipline | Medaille |
| -------- | ------------ | ---------- | -------- |
| Skeleton | Amy Williams | vrouwen    | Goud     |

## Deelnemers en resultaten
(m) = mannen, (v) = vrouwen 

### Alpineskiën
| Olympiër      | Discipline           | Resultaat | Prestatie                          |
| ------------- | -------------------- | --------- | ---------------------------------- |
| Edward Drake  | Afdaling (m)         | 38e       | 1.57,91 (+3,60)                    |
| Edward Drake  | Super-combinatie (m) | 29e       | 2.50,91 (+5,99) — 1.56,63+54,28    |
| Edward Drake  | Super-G (m)          | 32e       | 1.33,20 (+2,86)                    |
| Edward Drake  | Reuzenslalom (m)     | 37e       | 2.45,13 (+7,30) — 1.21,65+1.23,48  |
| Edward Drake  | Slalom (m)           | DNS       | DNS                                |
| Andrew Noble  | Reuzenslalom (m)     | 36e       | 2.44,85 (+7,02) — 1.20,79+1.24,06  |
| Andrew Noble  | Slalom (m)           | 29e       | 1.46,13 (+6,81) — 51,55+54,58      |
| David Ryding  | Reuzenslalom (m)     | 47e       | 2.48,03 (+10,20) — 1.21,97+1.26,06 |
| David Ryding  | Slalom (m)           | 27e       | 1.45,13 (+5,81) — 51,58+53,55      |
| Chemmy Alcott | Super-combinatie (v) | 11e       | 2.12,51 (+3,37) — 1.27,06+45,45    |
| Chemmy Alcott | Afdaling (v)         | 13e       | 1.47,31 (+3,12)                    |
| Chemmy Alcott | Super-G (v)          | 20e       | 1.23,46 (+3,32)                    |
| Chemmy Alcott | Reuzenslalom (v)     | 27e       | 2.29,94 (+2,83) — 1.17,53+1.12,41  |
| Chemmy Alcott | Slalom (v)           | DNF       | DNF-1                              |

### Biatlon
| Olympiër          | Discipline                | Resultaat | Prestatie                                 |
| ----------------- | ------------------------- | --------- | ----------------------------------------- |
| Lee-Steve Jackson | 10 km sprint (m)          | 55e       | 27.18,1 (+3.10,3) pen.: 2 (1 + 1)         |
| Lee-Steve Jackson | 12,5 km achtervolging (m) | 56e       | 39.54,7 (+6.16,3) pen.: 4 (0 + 1 + 3 + 0) |
| Lee-Steve Jackson | 20 km individueel (m)     | 66e       | 55.37,5 (+7.15,0) pen.: 4 (1 + 2 + 1 + 0) |

### Bobsleeën
| Olympiër                                                    | Discipline      | Resultaat | Prestatie                                    |
| ----------------------------------------------------------- | --------------- | --------- | -------------------------------------------- |
| John James Jackson Dan Money                                | tweemansbob (m) | dsq-1     | (1e run gediskwalificeerd)                   |
| John James Jackson Allyn Condon Dan Money Henry Odili Nwume | viermansbob (m) | 17e       | 3.30,21 (51,53 / 54,29 / 52,24 / 52,15)      |
|                                                             |                 |           |                                              |
| Paula Walker Kelly Thomas                                   | tweemansbob (v) | 11e       | 3.36,18 (54,19 / 53,58 / 54,47 / 53,94)      |
| Nicola Minichiello Gillian Cooke                            | tweemansbob (v) | dns-4     | (53,85 / 53,73/ 55,87 / 4e run niet gestart) |

### Curling
| Olympiër                                                          | Discipline | Resultaat | Prestatie |
| ----------------------------------------------------------------- | ---------- | --------- | --- |
| Euan Byers Graeme Connal Ewan MacDonald David Murdoch Peter Smith | mannen     | 5e        | Groepsfase: 4-6 Zweden 9-4 Frankrijk 3-4 Zwitserland 9-6 Denemarken 9-4 China 6-7 Canada 4-2 Verenigde Staten 8-2 Duitsland 5-9 Noorwegen Tie break: 6-7 Zweden |
|                                                                   |            |           | |
| Annie Laird Jackie Lockhart Eve Muithead Lorna Vevers Kelly Wood  | vrouwen    | 7e        | Groepsfase: 5- 4 China 4- 6 Zweden 10- 3 Rusland 7- 4 Duitsland 4-11 Japan 5- 6 Verenigde Staten 6-10 Zwitserland 8- 9 Denemarken 5- 6 Canada                   |

### Freestyleskiën
| Olympiër        | Discipline    | Resultaat | Prestatie                                                     |
| --------------- | ------------- | --------- | ------------------------------------------------------------- |
| Sarah Ainsworth | aerials (v)   | 22e       | kwalificatie: 22e - uitgeschakeld: 105,36 ptn (52,44 + 52,92) |
| Ellie Koyander  | moguls (v)    | 24e       | kwalificatie: 24e - uitgeschakeld: 18.98 ptn                  |
| Sarah Sauvey    | ski cross (v) | 34e       | kwalificatie: 34e (1.24,52) - uitgeschakeld                   |

### Kunstrijden
| Olympiër                       | Discipline | Resultaat | Prestatie                                                                 |
| ------------------------------ | ---------- | --------- | ------------------------------------------------------------------------- |
| Jenna Mccorkell                | vrouwen    | 29e       | 40.64 (korte kür: 40.64, vrije kür: niet bereikt)                         |
| Stacey Kemp David King         | paren      | 16e       | 139.94 (korte kür: 48.28, vrije kür: 91.66)                               |
| Sinead Kerr John Kerr          | ijsdansen  | 8e        | 186.01 (verplichte dans: 37.02, originele dans: 56.76, vrije dans: 92.23) |
| Penny Coomes Nicholas Buckland | ijsdansen  | 20e       | 143.61 (verplichte dans: 25.68, originele dans: 46.33, vrije dans: 71.60) |

### Langlaufen
| Olympiër                     | Discipline                      | Resultaat | Prestatie                   |
| ---------------------------- | ------------------------------- | --------- | --------------------------- |
| Andrew Musgrave              | Sprint individueel klassiek (m) | 58e       | dnq, kwal.:3.58,43 (+23,86) |
| Andrew Musgrave              | 15 km vrije stijl (m)           | 55e       | 36.32,4 (+2.56,1)           |
| Andrew Musgrave              | 30 km achtervolging (m)         | 51e       | 1:24.07,9 (+8.56,5)         |
| Andrew Young                 | Sprint individueel klassiek (m) | 60e       | dnq, kwal.:4.02,19 (+27,62) |
| Andrew Young                 | 15 km vrije stijl (m)           | 74e       | 38.45,1 (+5.08,8)           |
| Andrew Musgrave Andrew Young | Teamsprint (m)                  | dnf       | serie 1: niet gefinisht     |
|                              |                                 |           |                             |
| Fiona Hughes                 | 10 km vrije stijl (v)           | 68e       | 30.29,8 (+5.31,4)           |

### Rodelen
| Olympiër   | Discipline | Resultaat | Prestatie                                    |
| ---------- | ---------- | --------- | -------------------------------------------- |
| Adam Rosen | mannen     | 16e       | 3.16,016 (48,896 / 49,005 / 49,259 / 48,856) |

### Shorttrack
| Olympiër                                                       | Discipline           | Resultaat | Prestatie                                                                   |
| -------------------------------------------------------------- | -------------------- | --------- | --------------------------------------------------------------------------- |
| Anthony Douglas                                                | 1500 m (m)           | 25e       | vr6: 2.16,622 (4e)                                                          |
| Jon Eley                                                       | 500 m (m)            | 6e        | vr4: 42,081 (2e), kf2: 41,875 (1e), hf1: 41,504 (4e), B-finale: 42,681 (3e) |
| Jon Eley                                                       | 1000 m (m)           | 18e       | vr1: 1.25,588 (3e)                                                          |
| Tom Iveson                                                     | 1000 m (m)           | 30e       | vr4: 1.27,841 (4e)                                                          |
| Jack Whelbourne                                                | 1500 m (m)           | 16e       | vr4: 2.14,972 (3e), hf2: 2.17,156 (5e)                                      |
| Paul Worth                                                     | 500 m (m)            | 23e       | vr7: 42,936 (3e)                                                            |
| Anthony Douglas Jon Eley Tom Iveson Jack Whelbourne Paul Worth | 5000 m aflossing (m) | 6e        | hf2: 6.50,618 (4e), B-finale: 6.50,045 (1e)                                 |
|                                                                |                      |           |                                                                             |
| Elise Christie                                                 | 500 m (v)            | 11e       | vr7: 44,374 (2e), hf4: 44,821 (3e)                                          |
| Elise Christie                                                 | 1000 m (v)           | 19e       | vr2: 1.31,363 (3e)                                                          |
| Elise Christie                                                 | 1500 m (v)           | 20e       | vr4: 2.23,898 (4e)                                                          |
| Sarah Lindsay                                                  | 500 m (v)            | 16e       | vr2: 44,716 (2e)                                                            |

### Skeleton
| Olympiër        | Discipline | Resultaat | Prestatie                               |
| --------------- | ---------- | --------- | --------------------------------------- |
| Kristan Bromley | mannen     | 6e        | 3.31,30 (52,91 / 52,89 / 52,70 / 52,80) |
| Adam Pengilly   | mannen     | 18e       | 3.34,51 (53,75 / 54,17 / 53,36 / 53,23) |
|                 |            |           |                                         |
| Amy Williams    | vrouwen    | Goud      | 3.35,64 (53,83 / 54,13 / 53,68 / 54,00) |
| Shelley Rudman  | vrouwen    | 6e        | 3.36,69 (54,66 / 54,26 / 53,95 / 53,82) |

### Snowboarden
| Olympiër       | Discipline               | Resultaat | Prestatie                                                                                    |
| -------------- | ------------------------ | --------- | -------------------------------------------------------------------------------------------- |
| Ben Kilner     | halfpipe (m)             | 18e       | kwalificatie: 7e; 32,1 ptn (21,5 en 32,1) halve finale: 17 ptn (3,1 en 17,0) - uitgeschakeld |
| Adam McLeish   | parallelreuzenslalom (m) | 24e       | kwalificatie: 24e (1.21,09) - uitgeschakeld                                                  |
|                |                          |           |                                                                                              |
| Zoe Gillings   | cross (v)                | 8e        | kwalificatie: 8e (1.27,93) kwartfinale: 2e halve finale: 3e kleine finale: 4e                |
| Lesley McKenna | halfpipe (v)             | 30e       | kwalificatie: 30e; 5,1 ptn (5,1 en 2,8) - uitgeschakeld                                      |

Albanië · Algerije · Andorra · Argentinië · Armenië · Australië · Azerbeidzjan · België · Bermuda · Bosnië en Herzegovina · Brazilië · Bulgarije · Canada · Chili · China · Chinees Taipei · Colombia · Cyprus · Denemarken · Duitsland · Estland · Ethiopië · Finland · Frankrijk · Georgië · Ghana · Griekenland · Groot-Brittannië · Hongarije · Hongkong · Ierland · IJsland · India · Iran · Israël · Italië · Jamaica · Japan · Kaaimaneilanden · Kazachstan · Kirgizië · Kroatië · Letland · Libanon · Liechtenstein · Litouwen · Macedonië · Marokko · Mexico · Moldavië · Monaco · Mongolië · Montenegro · Nederland · Nepal · Nieuw-Zeeland · Noord-Korea · Noorwegen · Oekraïne · Oezbekistan · Oostenrijk · Pakistan · Peru · Polen · Portugal · Roemenië · Rusland · San Marino · Senegal · Servië · Slovenië · Slowakije · Spanje · Tadzjikistan · Tsjechië · Turkije · Verenigde Staten · Wit-Rusland · Zuid-Afrika · Zuid-Korea · Zweden · Zwitserland